# 卵叶杜鹃
卵叶杜鹃（学名：Rhododendron callimorphum）为杜鹃花科杜鹃花属下的一个变种。

## 扩展阅读
維基物種上的相關：卵叶杜鹃